# Csodás laposfarkúgekkó
A csodás laposfarkúgekkó (Uroplatus phantasticus) a hüllők (Reptilia) osztályába a gyíkok (Sauria) alrendjébe és a gekkófélék (Gekkonidae) családjába tartozó faj.

## Előfordulása, élőhelye
Madagaszkár területén honos. A buja erdőkben él.

## Megjelenése
A csodás laposfarkúgekkó 7–15 cm hosszú laposfarkúgekkófaj. Színével jól el tud rejtőzni a fatörzsön és a leveleknél, ha a leveleknél olvad bele környezetében akkor, úgy néz ki, mint egy száraz levél, képes változtatni a színét.

## Életmódja
Táplálékát tücskök, molyok képezik. A hímek területvédőek.

## Külső hivatkozás
- Képek az interneten a fajról
- Geckosunlimited.com Archiválva 2008. szeptember 27-i dátummal a Wayback Machine-ben